# Challenger de Cali 2023
El Challenger de Cali 2023 (Directv Open Cali 2023 por motivos de patrocinio) fue un torneo profesional de tenis, parte del circuito Challenger 2023, disputado en canchas de polvo de ladrillo entre el 19 y el 26 de junio en Cali, Colombia. Su 2ª edición tuvo como campeón en individuales a Federico Delbonis y a Guido Andreozzi y Cristian Rodríguez en dobles.

## Jugadores participantes del cuadro de individuales
| Favorito | País                 | Jugador                    | Rank1 | Posición en el torneo |
| -------- | -------------------- | -------------------------- | ----- | --------------------- |
| 1        | Bandera de Chile     | Alejandro Tabilo           | 148   | Cuartos de final      |
| 2        | Bandera de Argentina | Román Andrés Burruchaga    | 222   | Primera ronda         |
| 3        | Bandera de Canadá    | Alexis Galarneau           | 224   | Segunda ronda         |
| 4        | Bandera de Colombia  | Nicolás Mejía              | 247   | Segunda ronda         |
| 5        | Bandera de Argentina | Santiago Rodríguez Taverna | 249   | Semifinales           |
| 6        | Bandera de Argentina | Federico Delbonis          | 264   | Campeón               |
| 7        | Bandera de Brasil    | João Lucas Reis da Silva   | 265   | Primera ronda         |
| 8        | Bandera de Argentina | Guido Andreozzi            | 279   | Final                 |

- 1 Se ha tomado en cuenta el ranking del 12 de junio de 2023.

### Otros participantes
Los siguientes jugadores recibieron una invitación (wild card), por lo tanto ingresaron directamente al cuadro principal (WC):
- Nicolás Mejía
- Johan Alexander Rodríguez
- Adrià Soriano Barrera

Los siguientes jugadores ingresaron al cuadro principal con ranking protegido (PR):
- Thai-Son Kwiatkowski
- Pedro Sakamoto
- Rubin Statham

Los siguientes jugadores ingresaron al cuadro principal como suplentes (ALT):
- Gustavo Heide
- Orlando Luz

Los siguientes jugadores ingresaron al cuadro principal tras disputar el cuadro clasificatorio (Q):
- Pedro Boscardin Dias
- Alejandro Hoyos
- Gonzalo Lama
- Juan Ignacio Londero
- Ignacio Monzón
- Matías Soto

## Campeones

### Individual Masculino
- Federico Delbonis derrotó en la final a  Guido Andreozzi, 6–4, 6–7(6), 6-3.

### Dobles Masculino
- Guido Andreozzi /  Cristian Rodríguez derrotaron en la final a  Orlando Luz /  Oleg Prihodko,  6–3, 6-4.